# 246345 Carolharris
246345 Carolharris è un asteroide della fascia principale. Scoperto nel 2007, presenta un'orbita caratterizzata da un semiasse maggiore pari a 3,1654002 UA e da un'eccentricità di 0,1250411, inclinata di 3,97299° rispetto all'eclittica.